# Aldea La Victoria
La aldea La Victoria pertenece al municipio de San Juan Ostuncalco, Guatemala. Es una de las aldeas más importantes a nivel municipal. Su extensión territorial es de aproximadamente 7 km², con una altitud de 2500 m s. n. m. (metros sobre el nivel del mar). Se encuentra a 6 kilómetros de la cabecera municipal de San Juan Ostuncalco, y a 20 kilómetros de la cabecera departamental de Quetzaltenango. Entre sus caseríos más importantes se encuentran: Los Romeros, Los Escobares, Los López y recientemente se creó el caserío Villa Nueva.

## Población
El 97 % de la Aldea La Victoria es habitada por indígenas de la etnia maya mam. Su principal fuente económica es la producción de granos básicos, como el maíz, el frijol, las habas; también es el productor de papa número uno a nivel municipal; su mercado más importante es La cumbre.
La aldea La victoria es llamada también Txe Witz, que traducido literalmente al español es ‘pie del cerro’ o ‘al pie del cerro’, esto debido a su ubicación geográfica.
Entre los aspectos más interesantes y confrontativos en materia literaria es sobre el origen y fecha de fundación: según las investigaciones recientes no existe documentación sobre el origen y fecha de fundación de esta aldea.
- Datos: Q5480776